# Aclista scutellaris
Aclista scutellaris är en stekelart som först beskrevs av Thomson 1858.  Aclista scutellaris ingår i släktet Aclista, och familjen hyllhornsteklar. Arten är reproducerande i Sverige.